# Distretto di Mymensingh
Il distretto di Mymensingh è un distretto del Bangladesh situato nella divisione di Mymensingh. Si estende su una superficie di 4.363,48 km² e conta una popolazione di 5.110.272 abitanti (dato censimento 2011). 

## Suddivisioni amministrative
Il distretto si suddivide nei seguenti sottodistretti (upazila):
- Bhaluka
- Dhobaura
- Fulbaria
- Gaffargaon
- Gauripur
- Haluaghat
- Ishwarganj
- Mymensingh Sadar
- Muktagachha
- Nandail
- Phulpur
- Trishal